# Чаплі (орнітологічний заказник, Харківська область)
Ча́плі — орнітологічний заказник місцевого значення в Україні. Об'єкт природно-заповідного фонду Харківської області. 
Розташований на території Берестинського району Харківської області, біля села Парасковія. 
Площа — 142,2 га. Статус присвоєно згідно з рішенням облради від 21.05.1993 року. Перебуває у віданні: Мелихівська сільська рада. 
Статус присвоєно для збереження ділянка заболоченої заплави річки Берестова як місця, де водяться водно-болотні, лучні, лісові птахи, в тому числі рідкісні види: деркач (занесений до Європейського Червоного списку), журавель сірий (Червона книга України), чепура велика, чапля мала біла, чапля руда, бугай, бугайчик, лунь лучний, шуліка чорний, сова болотяна, голуб-синяк, рибалочка (Червоний список Харківської області).